# Ержебет Батори
Елизабет Батори (на унгарски: Báthory Erzsébet, 7 август 1560 – 21 август 1614 г.) е унгарска графиня, произхождаща от една от най-старите и заможни аристократични фамилии в Трансилвания. Нейни роднини по това време са кралят на Жечпосполита Стефан Батори и палатинът на Кралство Унгария Граф Трузо, както и множество други важни личности в Европа.

## Биография
Елизабет Батори израства в благороднически род. Когато е на 11 г., баща ѝ Дьорд Батори умира и майка ѝ Ана Батори я праща за възпитание при семейството на нейния годеник. През 1575 г., на 15 г., е омъжена за граф Ференц Надажди, герой от турския фронт, с когото се оттеглят в замъка Шейде, изолиран в полите на Карпатите. Граф Надажди може да бъде определен като един от героите на Унгария, съумявайки с храброст и бойни умения да удържи турската експанзия в напъните ѝ да превземе северната част на страната. Графът прибавя нейното име към своето, тъй като фамилията Батори е много могъща и да бъдеш в нейните редици означава да имаш голяма политическа мощ (батор (унг.) – смел).
Докато граф Надажди показва безпрецедентна храброст на бойното поле, отблъсквайки турците отново и отново на изходната им позиция при Мохач, Елизабет е оставена сама в далечния си замък в Чахтице (Čachtice в днешна Словакия).
Раждат им се четири деца – три момичета и едно момче. Графът умира, когато Елизабет е на 44 години.
Графинята била добре образована и владеела свободно немски, гръцки и латински език. Но освен това тя демонстрирала и добри познания по отношение техниките за мъчения.
Между 1602 и 1604 г. из кралството се разпространяват слухове за зверствата на Елизабет. През март 1610 г. Граф Трузо разпорежда на двама нотариуси да съберат доказателства.
През 30 декември 1610 г. граф Турзо и хората му се промъкват в замъка Чахтице, където арестуват Елизабет Батори и четирима от нейните подчинени, които са обвинени в съучастничество. В замъка намират мъртво момиче и друго, което умира. По-късно е намерена ранена жена, също и други, които са заключени в подземията. Батори е поставена под домашен арест.
На 2 януари 1611 г. започва процесът срещу Елизабет Батори. Графинята и нейните помагачи са обвинени в изтезаване и убийството на стотици млади момичета между 1585 и 1610 г. Изслушани са множество показания, обвиняващи я в насилствена смърт на над 600 девойки от района, но без доказателства. Не е призована нито една от оцелелите жертви или техни роднини. Благодарение на аристократичния си произход не е осъдена на смърт, а на доживотен затвор в кула на замъка Чахтице. Трима от четиримата ѝ съучастници са осъдени на смърт. Елизабет Батори умира на 54-годишна възраст 4 години по-късно, на 21 август 1614 г., вероятно вследствие на отравяне.
Според легендата, когато разбили вратата на нейния замък, не открили трупа ѝ. В приказките тя е описата като злата кралица, която отвлича млади девойки и се къпе в кръвта им, за да си осигури вечна младост. Легендата е преразказана от братя Грим.
Елизабет е назована като най-злата жена в историята на предаването „Най-злите жени в историята“. 

## Алтернативни версии
Според някои автори Елизабет Батори е била властна и сурова жена, но престъпните деяния на графинята са силно преувеличени в духа на готическите страшни приказки, като основната цел е била подялба на обширните ѝ имоти в днешна Унгария и Словакия. 

## В музиката
- Британската Хеви/блек метъл група Venom записва песента „Countess Bathory“ (Графиня Батори) в техния албум от 1982 г. Black Metal.
- Шведската група Bathory носи нейното име.
- Cruelty and the Beast (1998) на Cradle of Filth е вдъхновен от Елизабет Батори.
- Унгарската блек метъл група Tormentor прави песен „Elisabeth Bathory“.
- През 2010 г. шведската група Ghost издава сингъла „Elizabeth“. Песента е вдъхновена от нейните престъпления.
- Блек метъл групата Dissection имат песен „Elizabeth Bathory“ от албума Storm Of The Light's Bane (1995). Също както при Venom песента описва зверствата на графинята, но в по-мистичен аспект.